# 圧縮空気推進
圧縮空気推進（あっしゅくくうきすいしん）とはタンクに貯蔵した圧縮空気を使用して、空気エンジンで乗り物・輸送機器を推進・駆動することである。前述の定義より、圧縮空気式カタパルト・圧縮空気式気送管・圧縮空気式エレベーター・圧縮空気駆動式ベルトコンベア・圧縮空気式粉粒体輸送機器等も含まれる。圧縮空気式の輸送機器 (compressed air vehicles; CAV) における、燃料と混合して燃焼させることで生じたガスの膨張でピストン・シリンダー・タービンを駆動する方式も含む。製造社は90％の効率と主張する。
圧縮空気推進は蓄電池電気推進のハイブリッド同様商業化されるかもしれない。この種のシステムは気圧電気推進ハイブリッド推進と呼ばれる。その開発も進みつつある。

## 概要
かつて鉱山や地下道のような蒸気機関や内燃機関の使用が困難な通気性の良くない場所や火薬工場のように火気の使用が禁止される場所で運転するために使用されたが、電化や蓄電池の普及により廃れた。

## 技術

### エンジン
空気エンジン付の車両を購入することもできるし、空気エンジンを購入して搭載することもできる。通常の空気エンジンはピストンで1回以上膨張する。用途は距離と力を必要とする用途である。

### 自動車
いくつかの会社が試作車を生産中である。
その中でもトヨタは世界最速の空気エンジン車を開発した。

### バス
MDIはMultiCATs車両をバスやトラック用に開発した。RATPは同時に非圧縮空気推進バスに関心がある事を表明している。

### 機関車
圧縮空気式機関車がかつて鉱山で使用された。

### 路面電車
多数の圧縮空気式トラムが1876年から試作された。

### 航空機
1879年にヴィクトル・タタンが圧縮空気エンジンで駆動する模型飛行機を製作している。
ジェットエンジンは圧縮空気で起動する。

### 船舶
現在、空気エンジンを使用した船舶は使用されていない。歴史的には魚雷が圧縮空気エンジンで推進した例がある。
圧縮空気で起動できる船舶エンジンが存在する。